# 霊松院 (岐阜市)
霊松院（れいしょういん）は岐阜県岐阜市岩崎にある臨済宗妙心寺派（東海派雑華院下）の寺院で、山号は瑞巌山。美濃四国60番札所である。
寺伝によれば応永4年（1396年）に無文元選が開いた故地であると伝わるが、寺伝の他に証するものがなく不明である。寛永17年（1624年）に松江天倫寺の石翁玄需が当地の深貝平左衛門と共に創建を行った。宝永3年（1706年）に岩崎陣屋の代官であった南條金左衛門が葬られた。その後、宝暦年間に岐阜の柴田与一郎が田畑を寄進し、伽藍が改められている。また、宝暦4年（1754年）に宝暦治水で自害した高木家の家臣の内藤十左衛門が埋葬されている。この内藤十左衛門の墓は宝暦治水工事義没者墓として昭和41年（1966年）に岐阜県の史跡に指定されている。明治9年（1877年）に当時の住持であった万休慧長の下で僧侶の育成を行う育成所を設けている。これは後に普通学林と改称され、竜安寺の普通学林と合併して現在の花園大学に繋がっている。